# Santa Maria Assunta (Brescia)
Der neue Dom, oder besser gesagt die Sommerkathedrale von Santa Maria Assunta, ist die Hauptkirche von Brescia und die Chiesa Madre der gleichnamigen Diözese. Sie befindet sich auf der Piazza Paolo VI, ehemals Piazza del Duomo. Er wurde zwischen 1604 und 1825 an der Stelle der frühchristlichen Basilika San Pietro de Dom (5.–6. Jahrhundert) errichtet und hat den Status eines Nationaldenkmals.
Er ist auch der Sitz einer Pfarrei, die zum Gebiet Brescia Centro gehört.

## Geschichte
Die Geschichte der Kathedrale begann 1603, als Agostino Avanzo die Fläche für den Bau eines neuen religiösen Gebäudes inspizierte, das die frühchristliche Basilika San Pietro de Dom ablösen sollte. Die alte Basilika befand sich in einem baufälligen Zustand und musste durch eine neue Kathedrale ersetzt werden, die den neuen architektonischen Erfordernissen der Gegenreformation und der damaligen Architektur besser entsprach. Agostino Avanzo präsentierte einen ersten Entwurf des Doms, eine Mischung aus Manierismus und Klassizismus: der Grundriss eines lateinischen Kreuzes mit drei Schiffen und Querschiff, vorstehenden Seitenaltären und einer großen zentralen Kuppel. Vor allem letztere hat sich aus den frühesten Projektideen heraus durchgesetzt und die Baustelle im Laufe der Jahrhunderte als eine Art großes gemeinsames Ziel dominiert, das von allen dort arbeiteten Architekten angestrebt wurde.

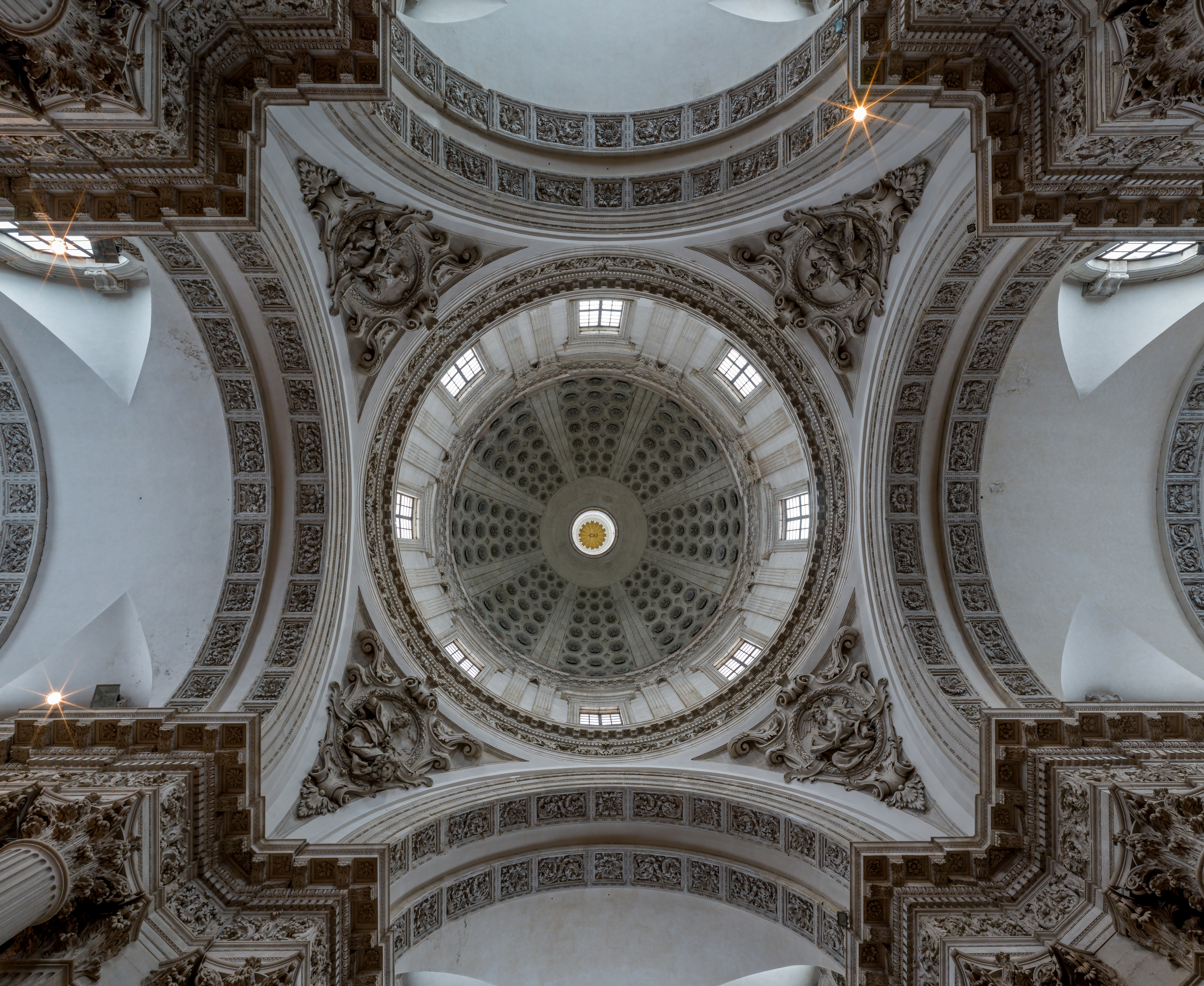
Die Kuppel

Giovanni Battista Lantana, der gerade sein Studium beendet hatte, präsentierte im Gegensatz zum Avanzo ein ziemlich ähnliches, aber moderneres Projekt mit größerem Fokus auf die Gesamtstruktur. Beide Ideen wurden jedoch von den vom Stadtrat und vom Bischof gewählten Stellvertretern der Baukommission abgelehnt, vor allem, weil sie sich nicht an die Richtlinien des Konzils von Trient für den Bau von Kirchen hielten. Lantana präsentiert einen neuen Entwurf mit dem Grundriss eines griechischen Kreuzes, einer großen zentralen Kuppel, die von vier kleineren Kuppeln und einer vorstehenden Apsis umgeben ist, ganz ähnlich dem von Bramante für den Petersdom, aber ohne das Außenschiff und nur mit der Apsis. Dieser Plan wurde von der Kommission angenommen. Die Debatten ließen nicht lange auf sich warten: Es gab auch Zweifel an der Position der Kathedrale, d. h. ob sie anstelle der Basilika San Pietro de Dom gebaut oder vielleicht auf der Südseite des Platzes platziert werden sollte, um eine monumentale barocke Kulisse zu schaffen. An der Stelle, wo sich jedoch heute der Palazzo der Credito Agrario Bresciano aus dem 19. Jahrhundert befindet, befand sich eine große Villa mit Garten, die Residenz der Negroboni, Aristokraten aus Brescia. Die Familie Negroboni verlangte im Gegenzug für die Übertragung des Landes und die anschließende Zerstörung der Villa eine andere mit einem angrenzenden Park. Außerdem würde die Basilika San Pietro di Dom stehen bleiben, was bald eine radikale Restaurierung erforderlich machen würde. Dann wurde die billigste Lösung beschlossen, nämlich die alte Basilika abzutragen und an ihrer Stelle die neue Kathedrale zu bauen.
An dieser Stelle wurden weitere Diskussionen geführt: Der Lantana-Plan war der alten Kathedrale zu ähnlich. Das vorgeschlagene griechische Kreuz war zu modern und von den Auftraggebern und der Bevölkerung noch wenig verstanden und wiederum mit den Vorschriften der Gegenreformation unvereinbar. Dieses letzte Problem war jedoch nicht so entscheidend: Der Grundriss eines griechischen Kreuzes wurde praktisch von allen bedeutenden Renaissancekünstlern (von Leonardo da Vinci über Bramante bis zu Antonio da Sangallo dem Jüngeren) zu einer perfekten Form religiöser Architektur erhoben und war spürbar in der Ideologie verwurzelt, so dass es nicht einmal der Gegenreformation jemals gelungen ist, dem vollständig entgegenzuwirken. In diesem Sinne wurden die Kirchen Sant'Alessandro in Zebedia in Mailand und Santa Maria di Carignano in Genua in jenen Jahren bereits in Form eines griechischen Kreuzes gebaut. Es ist wahrscheinlich, dass sich Lantana an dem Plan der Kirche von Carignano orientierte, denn die ersten Steinmetze, die auf der Baustelle der Kathedrale arbeiteten, waren die Orsolini aus Genua. Schließlich schlug Lantana einen dritten Entwurf vor, der sich als der endgültige herausstellte: Er stellte der großen Korinthischen Ordnung eine kleine Toskanische Ordnung zur Seite und auf der Apsis wurde eine weitere Kuppel platziert, die von einigen äußeren, mit Nischen durchsetzten Strebepfeilern gestützt worden wäre. Für letzteres gaben die Auftraggeber des Werkes bereits dekorative Statuen bei Giovanni Antonio Carra, dem Gründer einer berühmten Bildhauerfamilie aus Brescia, in Auftrag.
Die Grundsteinlegung fand 1604 statt, und unmittelbar auf dem Platz davor befanden sich die Hütten der Steinmetze, die zu einer echten Bildhauer- und Architekturschule wurden, die in Brescia seit jeher gefehlt hat. Die Auseinandersetzungen ließen jedoch nicht nach: Im Mittelpunkt stand noch immer die Frage nach dem Grundriss, der am liebsten in ein lateinisches Kreuz umgewandelt werden sollte. An der Spitze der Gegner stand Pier Maria Bagnadore, jedoch nicht aus architektonischen Gründen, sondern um den Konkurrenten Lantana zu behindern. Er schlug einen alternativen Plan vor, praktisch eine Kopie des Planes von Lantana, mit einer einzigen Ergänzung, einer Erweiterung nach Westen, die das griechische Kreuz in ein lateinisches Kreuz verwandeln würde. Die Auseinandersetzung gewann Bagnadore, der die Rolle des Bauleiters übernahm, während Lantana für die wirtschaftliche Verwaltung des Geländes zuständig blieb. Aber die Rivalität zwischen den beiden blieb unüberwindbar: Überall und in jedem Detail traten Meinungsverschiedenheiten auf und die Baustelle blieb für lange Zeiträume gesperrt. Das Bauprojekt unterlag einigen Änderungen: An den Seiten der Apsis befanden sich zwei Gebäude, von denen eines als Pfarrhaus diente. Die Apsis wurde daher zwischen ihnen integriert und ragt nicht mehr hervor, so dass die Kuppel der Abdeckung keine Strebepfeiler mehr benötigte. Sogar die äußeren Nischen, die mit den Statuen von Carra geschmückt werden sollten, wurden von vielleicht fünf auf zwei reduziert, und die Bildhauer hatten nur die noch vorhandenen Statuen der Heiligen Faustinus und Jovita zu platzieren. Außerdem hat es nicht einmal Bagnadore als Verteidiger des lateinischen Kreuzes wirklich erkannt: Eine weitere von ihm vorgenommene Änderung veränderte den Grundriss des Doms wieder in Form eines griechischen Kreuzes. Die Spannweite wurde verringert und auf nicht mehr als zwei Nischen zwischen den Pylonen der Gegenfassade reduziert, die nicht einmal miteinander verbunden waren. Die anhaltende Konkurrenz mit Bagnadore und vielleicht auch sein fragwürdiges, praktisch heuchlerisches Verhalten veranlassten Lantana innerhalb kurzer Zeit zum Verlassen der Baustelle. Der Tropfen, der das Fass sozusagen überlaufen ließ, scheint die Ankunft von Tommaso Lorando, einem Schüler von Lantana, gewesen zu sein. Er unterstützte die Verwaltung bei der Buchhaltung, stellte wahrscheinlich die Fähigkeiten von Lantana in diesem Bereich in Frage, und rief seine endgültige Weigerung hervor, das Bauwerk zu betreuen.

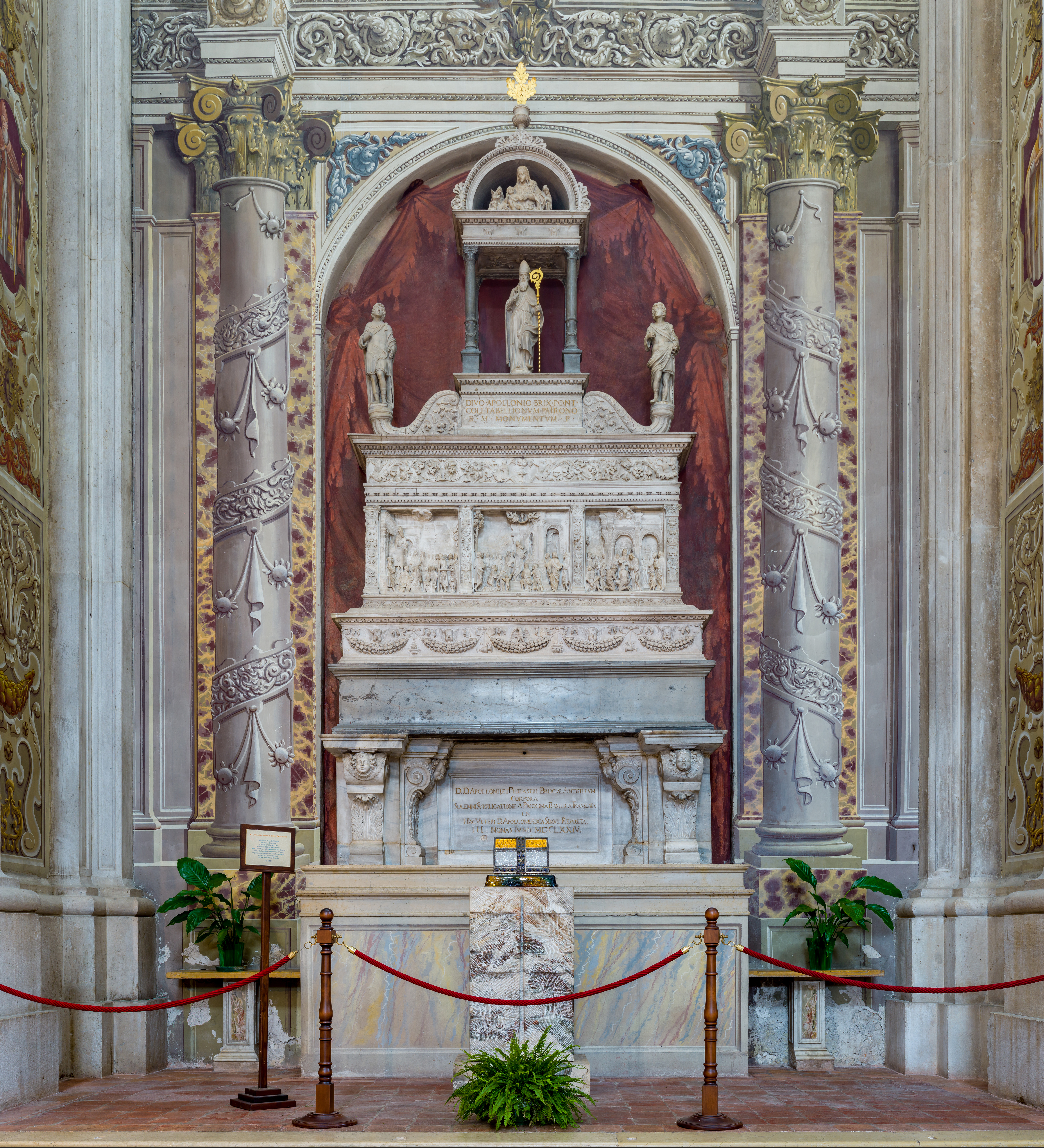
Sarkophag des Heiligen Apollonio

Die Baustelle war erneut für einen längeren Zeitraum eingestellt. Durch die Rückkehr Bagnadores zum griechischen Kreuz fiel der Architekt bei Bischof Marino  Giorgi in Ungnade und wurde 1611 abgelöst. An seine Stelle trat der Mailänder Lorenzo Binago, Erbauer der Kirche Sant'Alessandro in Zebedia. Er war einer von denen, die vielleicht den ersten Entwurf von Lantana inspiriert hatten. Die zweite Bauphase der Kathedrale begann: Neben Binago befindet sich Antonio Comino, ein weiterer großer Vertreter der Brescianischen Architektur und Skulptur und Initiator des Wiederaufbaues der Kirche Santi Faustino e Giovita. Comino wurde Projektmanager, während Binago Architekt und Bauleiter blieb. Es wurde eine beträchtliche Anzahl von Bauplänen erstellt, die von Notizen und Erklärungen ergänzt wurden. Die von Binago entworfene Fassade war barocker und von zwei Glockentürmen, wie damals bei religiösen Gebäuden üblich, flankiert. Letztere Lösung war jedoch in den Augen der Bevölkerung und der Auftraggeber wieder zu modern, da eine Kirche mit zwei Türmen in Brescia noch nie zu sehen war. Wären sie gebaut worden, hätte es auf dem Platz vier Türme gegeben: die beiden der Kathedrale, der Torre del Popolo del Broletto und der Glockenturm der alten Kathedrale, der heute nicht mehr existiert, weil er 1708 einstürzte. Theoretisch hätte die Idee dazu gedient, den Platz zu „barockisieren“, aber die Zeit war noch nicht reif und so wurden die Türme nie gebaut.
Die Pestepidemie in Norditalien um 1630 und die daraus resultierende wirtschaftliche und demographische Krise belasteten auch die Dombaustelle und führte zu einer Unterbrechung von fast vierzig Jahren. Die Bautätigkeit wurde in der zweiten Hälfte des 17. Jahrhunderts wieder aufgenommen, aber erst zu Ende des Jahrhunderts konnte man sagen, dass der Bau endgültig fortgesetzt wurde. Besonders bemerkenswert ist, dass die Arbeiten recht bald wieder aufgenommen werden konnten. Dies ist auf die vielen Erbschaften zurückzuführen, die der Kirche durch die hohe Zahl der von der Pest verursachten Todesfälle zugeflossen waren und die das Bistum Brescia in die wirtschaftliche Lage versetzten, die Baustelle wieder zu betreiben, obwohl die Krise außerhalb der Stadt noch immer wütete. Als die Baustelle wieder fortgesetzt wurde, hatten sich also offensichtlich alle Beteiligten verändert und die dritte Bauphase begann. 1698 entwarf Luca Serena, Sohn des Malers Nicola Serena, ein Konzept für die Fertigstellung des Doms, ebenso wie Giuseppe Antonio Torri, ein damals landesweit berühmter Künstler, der 1711 auch ein Apsisdach in einer Rumpfform präsentierte, das nie gebaut worden war. Einige Jahre später wurde Antonio Biasio neuer Bauleiter und er entwarf 1719 eine neue Fassade, mit einem damals sehr modischen halbkreisförmigen Giebel, welche die Binago-Fassade ersetzte. Die Idee blieb bis 1748 bestehen, als Biasio wiederum den Giebel in Form eines abgesenkten Bogens modifizierte und dem Geschmack der damaligen Zeit folgte. In diesen Jahren war  Kardinal Angelo Maria Quirini Bischof von Brescia und gab dem Werk einen starken Impuls.
1758 starb Biasio und Giovanni Battista Marchetti übernahm mit seinem Sohn Antonio die Leitung der Baustelle. Die Fassade, die nur in der unteren Hälfte fertiggestellt war, wurde erneut modifiziert und diesmal dem neoklassischen Geschmack entsprechend mit einem dreieckigen Giebel gekrönt, der dann der endgültige sein sollte. Auch die Kuppel unterlag einigen Änderungen und wurde, wie in diesen Jahren üblich, leicht erhöht. Die Bauarbeiten sollten jedoch nicht so schnell abgeschlossen werden und es dauerte etwas weniger als ein Jahrhundert, bis im Jahr 1825 auch die von Luigi Cagnola entworfene und von Rodolfo Vantini errichtete große Kuppel realisiert war, die von Anfang an die treibende Kraft und das gemeinsame Element aller Entwürfe war. Die verschiedenen Elemente des Stuck- und Marmordekors, den Giovanni Battista Carboni Ende des 18. Jahrhunderts entworfen hat, wurden an der Innenseite der noch unvollständigen Kuppel angebracht. Die Fassade, die jedoch vielen Änderungen unterworfen war, wurde am Ende nicht einmal vollständig fertiggestellt, da sie auf die Balustradenkrone verzichtete, die entlang der Trauflinie des Daches hätte angebracht werden sollten.
Bei der Bombardierung der Stadt am 13. Juli 1944 entstanden am Dom erhebliche Schäden. Die Kuppel mit der Bleiverkleidung fing Feuer und das Tympanon, Rahmen und Fenster des Tambour, Laterne und Apsis wurden schwer beschädigt. Die Kerben und Beschädigungen an den Wänden auf der Rückseite des Gebäudes sind auf die Bombardierungen zurückzuführen, die die Österreicher während zehn Tagen des Jahres 1849 durch Schüsse von der Burg aus unternahmen. Nachdem er in der Nachkriegszeit restauriert wurde, hat er nun sein ursprüngliches Aussehen wiedererlangt, obwohl die Schäden an den Wänden der Apsis noch vorhanden sind.

## Beschreibung

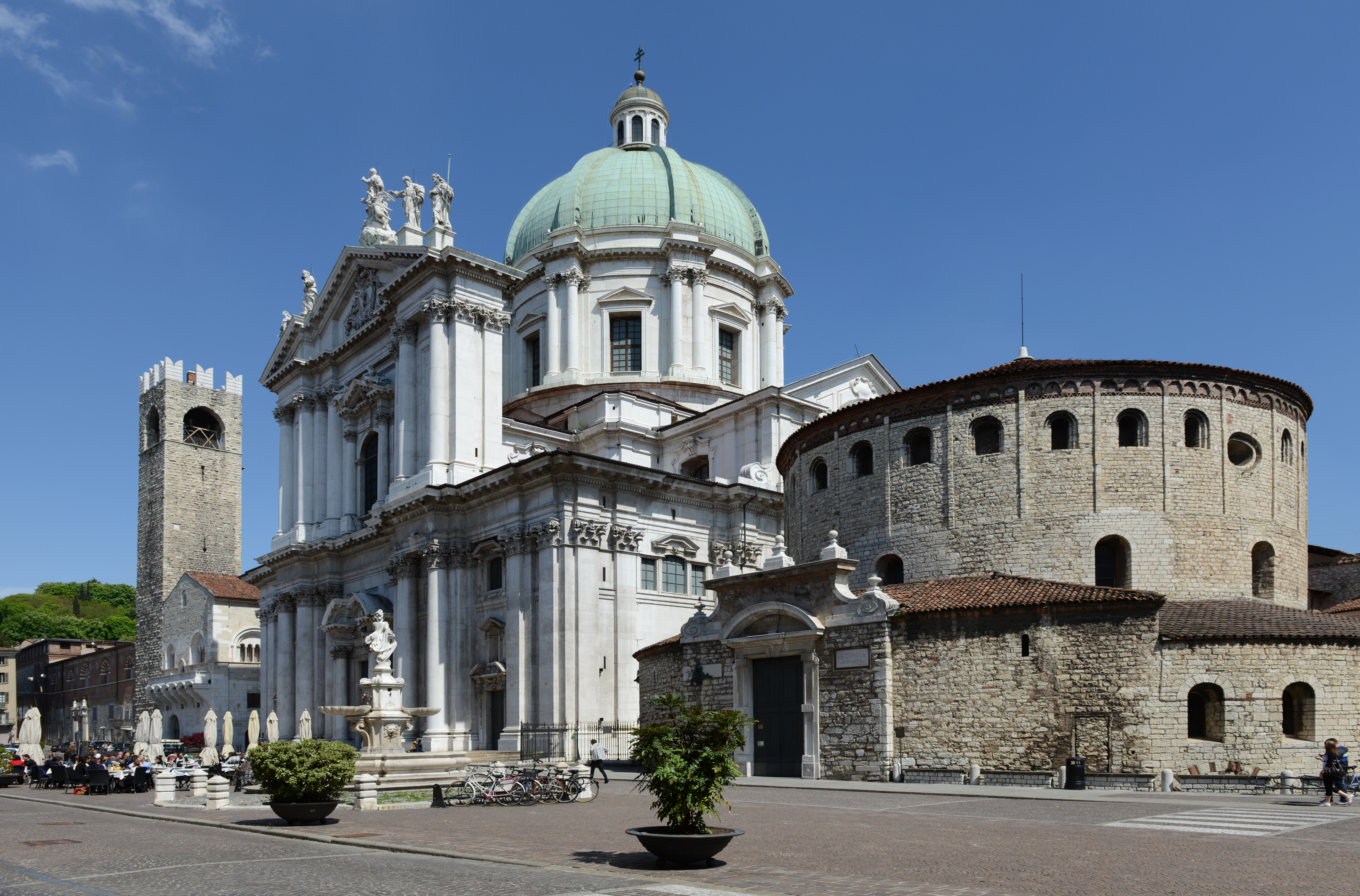
Piazza Paolo VI mit dem neuen und dem alten Dom

Der neue Dom präsentiert sich in einer insgesamt homogene und zusammenhängende Struktur in Bezug auf Architektur und Dekoration. Nur die subtile Verbindung zwischen Barock und Klassizismus, im Inneren und vor allem aber an der Fassade, lässt die lange Bauzeit von 230 Jahren erkennen. Das Ergebnis ist eine Art verwässerte Barockklassik, ein Gebäude, das mit dem Barock begonnen und mit dem Klassizismus beendet wurde.

### Außen

Absis mit den Heiligen Faustinus und Jovita

Die Fassade auf der Piazza Paolo VI. erweist sich als das charakteristischste Element des Gebäudes: Sie ist aus Botticino-Marmor gefertigt, symmetrisch und zweigeteilt, wobei der untere Teil breiter ist, um die beiden seitlichen Eingänge aufzunehmen. Der obere hingegen hat einen überwiegend dekorativen Charakter und ist viel höher als die eigentliche Decke des Doms. Es wurde überall die korinthische Ordnung auf klassischer Basis verwendet. In der symmetrischen Achse, auf Straßenebene, befindet sich das große Eingangsportal mit einem gewölbten Giebel, das die Büste von Kardinal Angelo Maria Quirini von Antonio Calegari aus dem Jahr 1750 enthält. Auf der oberen Ebene befindet sich ein hohes Fenster, das von einem dreieckigen Giebel abgeschlossen wird.
Auf dem dreieckigen Hauptgiebel der Fassade befindet sich das Wappen der Stadt Brescia (zur Erinnerung, dass die Kathedralen im Besitz der Stadt waren), darüber die Statuen der Mariä Himmelfahrt und den Heiligen Petrus, Paulus, Jakobus und Johannes, von Giovanni Battista Carboni, Stefano Citerio und Pier Giuseppe Possenti, aus dem Jahr 1792. Wie bereits erwähnt, stammen die Statuen der Heiligen Faustinus und Jovita in den Nischen der Apsis von Antonio und Carlo Carrso und des Heiligen Johannes des Täufers an der Seitentür in der heutigen Via Querini von Broletto.

### Innen

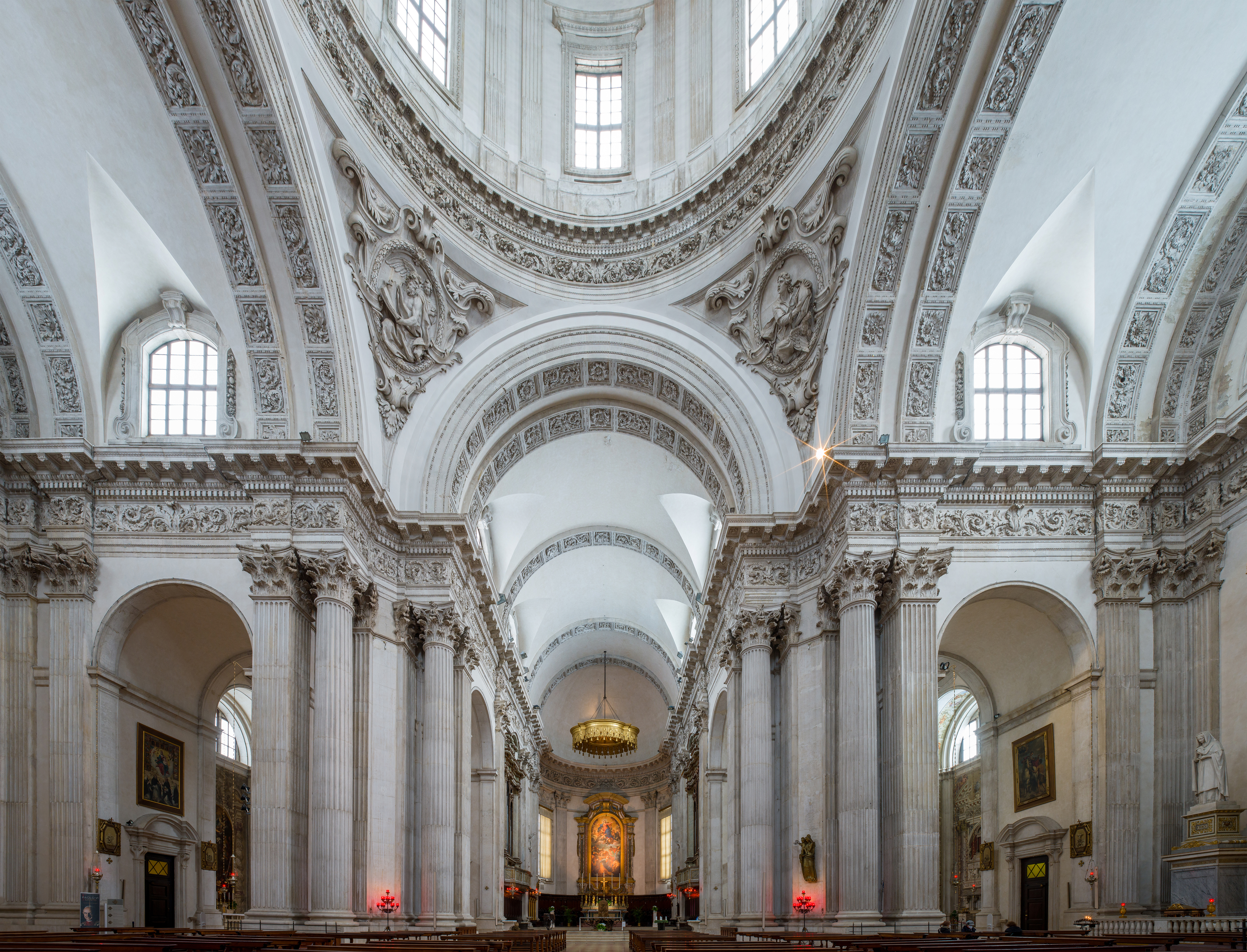
Innen

Das Innere ist majestätisch und feierlich und befindet sich auf einem Grundriss eines griechischen Kreuzes. Ein einziges Kirchenschiff umgibt die große Mitte des Gebäudes, die von der Kuppel überragt wird. Die tiefe Apsis in der Hauptsymmetrieachse war das Mittel, die griechische Kreuzform beizubehalten, ohne den Vorschriften der Gegenreformation zu widersprechen. Die korinthische Ordnung der Fassade wiederholt sich im Inneren und schmückt konsequent alle Wände und Pfeiler der Kuppel. Letztere ruht auf einer hohen Trommel, die von großen rechteckigen Fenstern beleuchtet wird, und die gesamte Struktur ruht auf vier Säulen, die von acht hohen freien Säulen ebenfalls korinthischer Ordnung aufgelockert werden und dem zentralen Raum zugewandt sind. Vom Boden bis zur Spitze der Laterne beträgt die Höhe 80 Meter. Sie ist nach ihrer Größe die drittgrößte Kuppel Italiens. Die vier Pendentifs sind mit Marmorbüsten der Evangelisten verziert: Johannes und Lukas von Santo Calegari il Giovane, während Markus und Matthäus von Carboni stammen. Die zahlreichen Unterbögen, darunter auch die der Kuppel, sind mit Kassetten mit Marmorrosetten verziert, einige sind jedoch Nachbildungen aus der Nachkriegszeit. Der gesamte Innenraum ist von einem hellblau-weißen Licht durchzogen, das von Stuck und weißem Marmor herrührt. Es gibt viele Marmorelemente, es ist nicht alles aus einfachem Stuck: Aus Marmor sind die Rosetten der Unterbögen und die Evangelisten in den Pendentifs der Kuppel, aber auch alle architektonischen Elemente der Kirche, d. h. Säulen, Lisene das Fries, Fensterrahmen und Dekorationen in den Lünetten über den Seitenaltäre.

### Werke

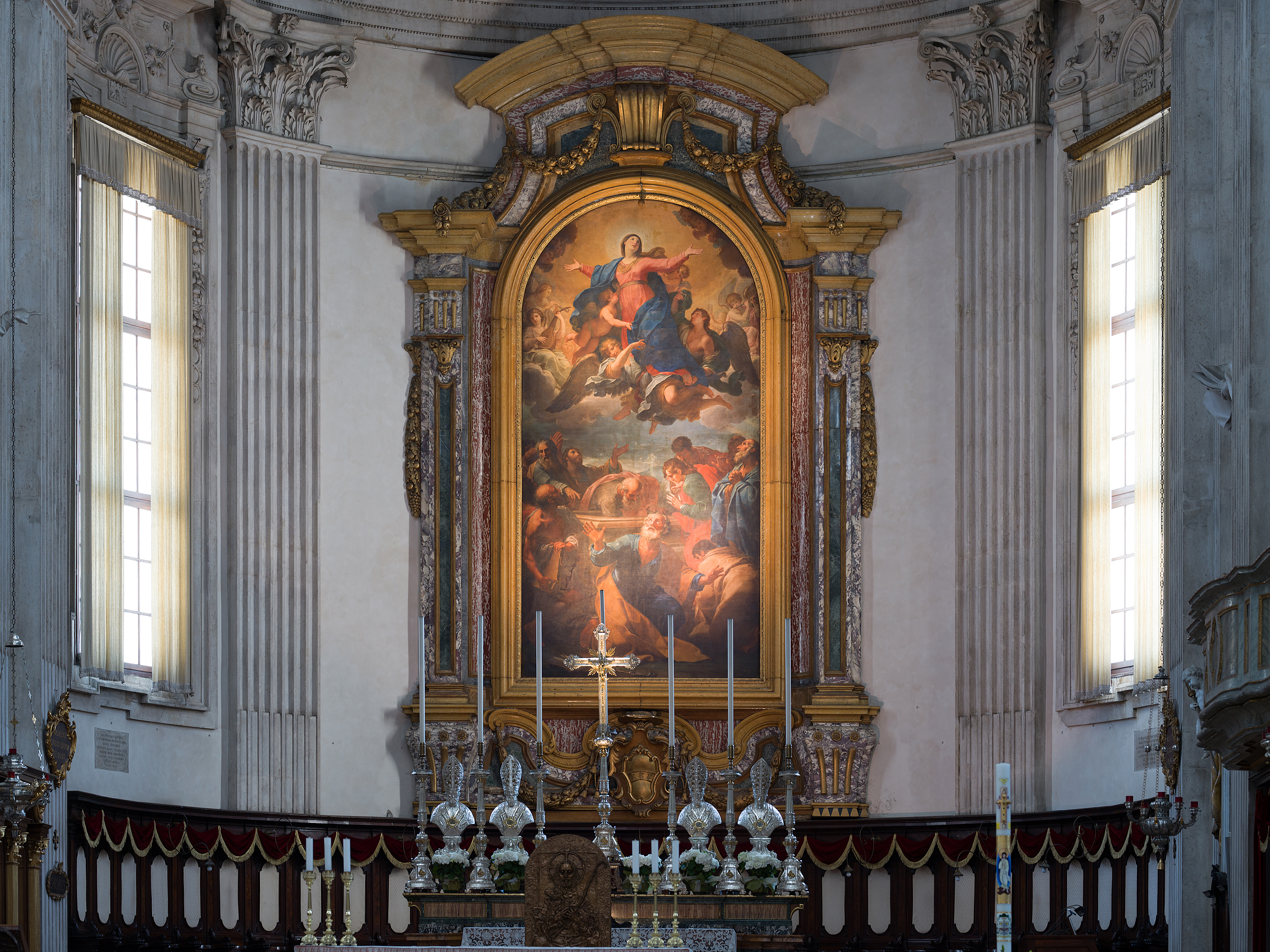
Hauptaltar mit Maria Himmelfahrt des Giacomo Zoboli

Altar am Ende des linken Seitenschiffes, mit dem Altarbild von Jacopo Palma il Giovane.

In der Kathedrale gibt es acht Seitenkapellen, in denen sich viele Kunstwerke, vor allem aus dem nahegelegenen alten Dom, befinden:
1. Der erste rechte Altar ist dem Heiligen Kreuz geweiht und beherbergt das Kruzifix des Neuen Domes von Francesco Giolfino aus dem Jahr 1502.
2. Die Kapelle des Heiligen Sakraments, die zweite rechts und damit die Kapelle auf der Rückseite des horizontalen Arms des griechischen Kreuzes, mit einem von Rodolfo Vantini entworfenen klassizistischen Altar und das Altarbild Opfer des Isaaks von Alessandro Moretto[2]; vorne links die Statue des Glaubens von Giovanni Seleroni und rechts die Hoffnung von Giovanni Antonio Emanueli. Über dem Beichtstuhl befindet sich ein großes Gemälde mit der ehrwürdigen Annunciata Cocchetti von Gabriele Saleri aus dem Jahr 1990.
3. Der dritte Altar auf der rechten Seite besteht nur aus einem perspektivisch bemalten Wandfresko und enthält den monumentale Sarkophag des Heiligen Apollonius, der mit raffinierten Basreliefs verziert ist und ein bemerkenswertes Beispiel der breskischen Renaissance-Skulptur ist, die Gasparo Cairano zugeschrieben wird, der sie zwischen 1508 und 1510 geschaffen hätte. Der Sarkophag befand sich ursprünglich in der Basilika San Pietro de Dom, wurde bei der Errichtung des neuen Dom in den alten Dom und von dort in den Neuen Dom verlegt. Diese Kapelle ist übrigens die einzige, die vollständig nach dem Originalentwurf des Doms verziert und gestaltet wurde. Vor dem Sarkophag befindet sich eine Urne aus verziertem Glas und anderen Materialien, welche die Reliquie des Heiligen Benedikt von Nursia enthält, die von Graziano Ferriani entworfen wurde.
4. Auf dem Altar am Ende des rechten Ganges, der mit dem Glauben und der Demut von Antonio Calegari versehen ist, befindet sich ein Schutzengel-Gemälde von Luigi Basiletti aus dem 19. Jahrhundert.
5. Im Chor befinden sich an den Seitenwänden die Statuen des Heiligen Gaudenzio und Heiligen Filastrio von Antonio Calegari, während das Altarbild des Hochaltars die Himmelfahrt von Giacomo Zoboli zeigt.
6. Der Altar am Ende des linken Seitenschiffes enthält eine Himmelfahrt mit den Heiligen Karl und Franziskus und Bischof Marino Giorgi von Jacopo Palma der Jüngere und ist gleichzeitig das Grab von Bischof Giorgi. Sehr bedeutsam ist in diesem Fall auch der Altar selbst: Das Werk von Lorenzo Binago aus dem frühen 17. Jahrhundert, sieht sehr traditionell aus, ist aber in Wirklichkeit der erste Altar überhaupt mit einem derartigen Schema und stellt somit den Prototyp aller Seitenaltäre dar, die seit Beginn des 17. Jahrhunderts in Brescia und praktisch ganz Norditalien hergestellt werden, praktisch der Prototyp des lombardischen Seitenaltars[3].
7. Der dritte Altar auf der linken Seite ist Nikolaus von Tolentino gewidmet, ist mit Trompe l'oeil verziert und enthält ein Gemälde mit den Heiligen Nikolaus von Tolentino, Faustinus und Jovita im Gebet, ein Werk von Giuseppe Nuvolone aus dem Jahr 1679.
8. An der linken Rückwand des Mittelarms des griechischen Kreuzes befindet sich das Denkmal für Paul VI., ein 1984 entstandenes Werk von Raffaele Scorzelli. Am Fuße des Denkmals befindet sich der Grabstein von Bischof Luigi Morstabilini, während auf der rechten Seite in einer Monstranz eine Reliquie des Apostels Andreas steht, die der Papst seiner Heimatstadt geschenkt hat. Über dem Denkmal hängen vier Orgeltüren aus der Rotonda (alter Dom), das Werk von Romanino, die die Vermählung der Jungfrau, die Geburt der Jungfrau und die Heimsuchung darstellen.
9. In der ersten Kapelle auf der rechten Seite befindet sich das Baptisterium mit einer Bronzestatue des Heiligen Johannes des Täufers von Claudio Botta.
10. Vor dem Eingang der Sakristei, rechts vom Presbyterium, befindet sich der Hlg. Antonius von Padua von Giuseppe Nuvolone.
11. Das Grab von Bischof Ferrari am linken Pfeiler des Eingangs stammt von Giovanni Antonio Emanueli, während das von Bischof Nava am rechten Pfeiler von Gaetano Matteo Monti stammt.

In einem Raum neben der Kathedrale befindet sich ein wertvoller segnender Christus aus der ersten Hälfte des 16. Jahrhunderts, der einem Mitglied der Piazza zugeschrieben wird.

### Orgel
In der Kathedrale befinden sich zwei beeindruckende Orgeln: die Mascioni Opus 898 (1968) und die Tonoli-Porro (1855), die jeweils im Chor auf der Evangeliumseite und auf der Epistelseite, beide in klassizistischem Stil, untergebracht sind.

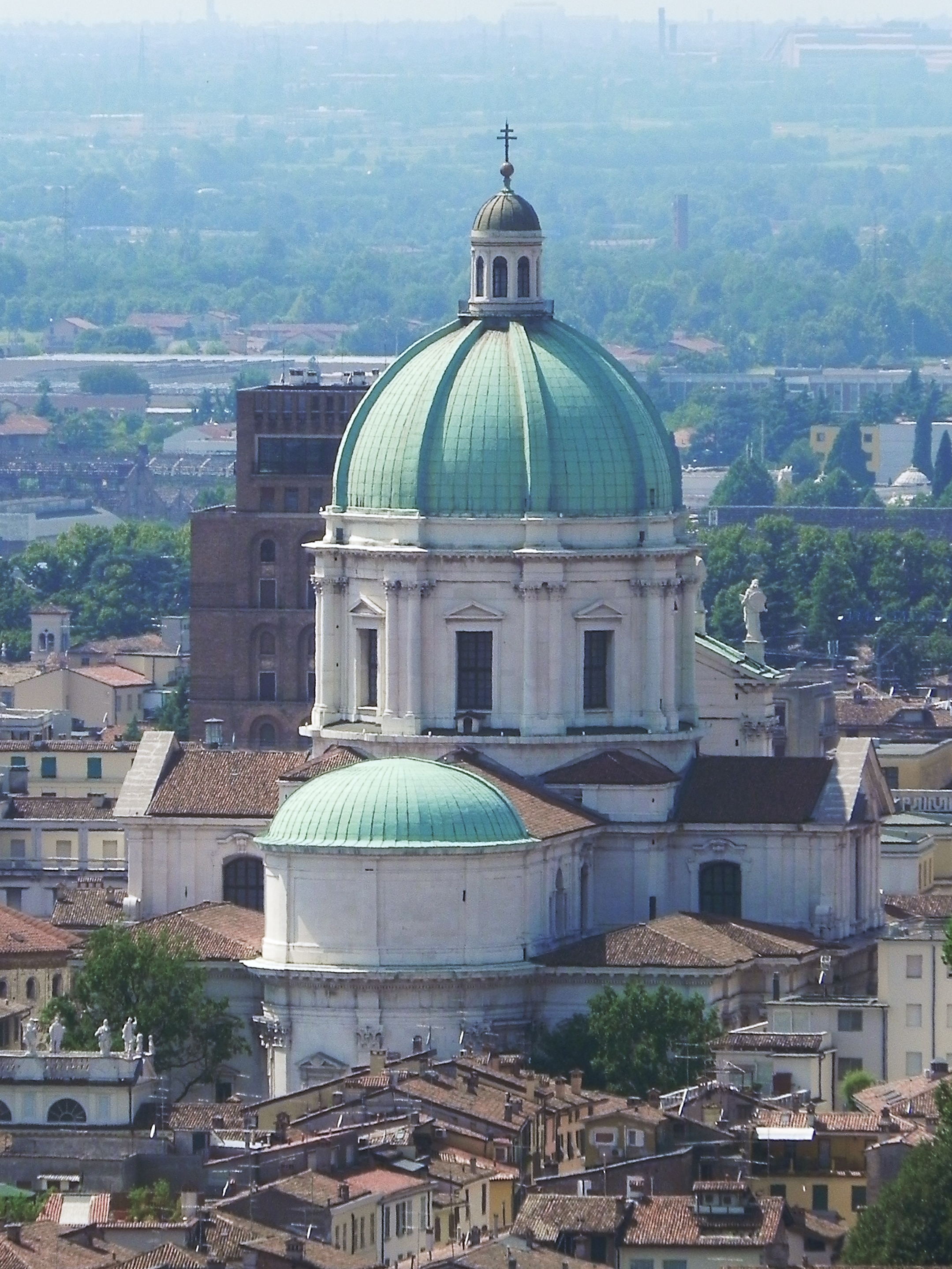
Außenansicht von der Rückseite und Kuppel des Doms

#### Tonoli-Porro-Orgel
Die Tonoli-Orgel wurde 1855 mit einem Manual gebaut (das zweite wurde 1880 hinzugefügt) um eine frühere Orgel aus dem Jahr 1750 zu ersetzen. Das Instrument wurde 1906 von Diego Porro erneuert und 2005–2006 von Gianluca Chiminelli gereinigt.

#### Mascioni-Orgel
Die Orgel Mascioni opus 898 wurde 1968 gebaut und 2005 von der gleichen Firma restauriert.
Das Instrument mit elektrischer Traktur hat die Pfeifen zwischen dem Orgelkörper auf der Evangeliumseite (Positiv-, Expressiv-, Pedal- und Großorgel) und dem ausdrucksstarken Gehäuse hinter dem alten barocken Hochaltar (Expressiver Chor); der Spieltisch hingegen befindet sich im Presbyterium und verfügt über drei Klaviaturen mit je 61 Noten und einem Pedal mit 32 Noten.

## Bilder

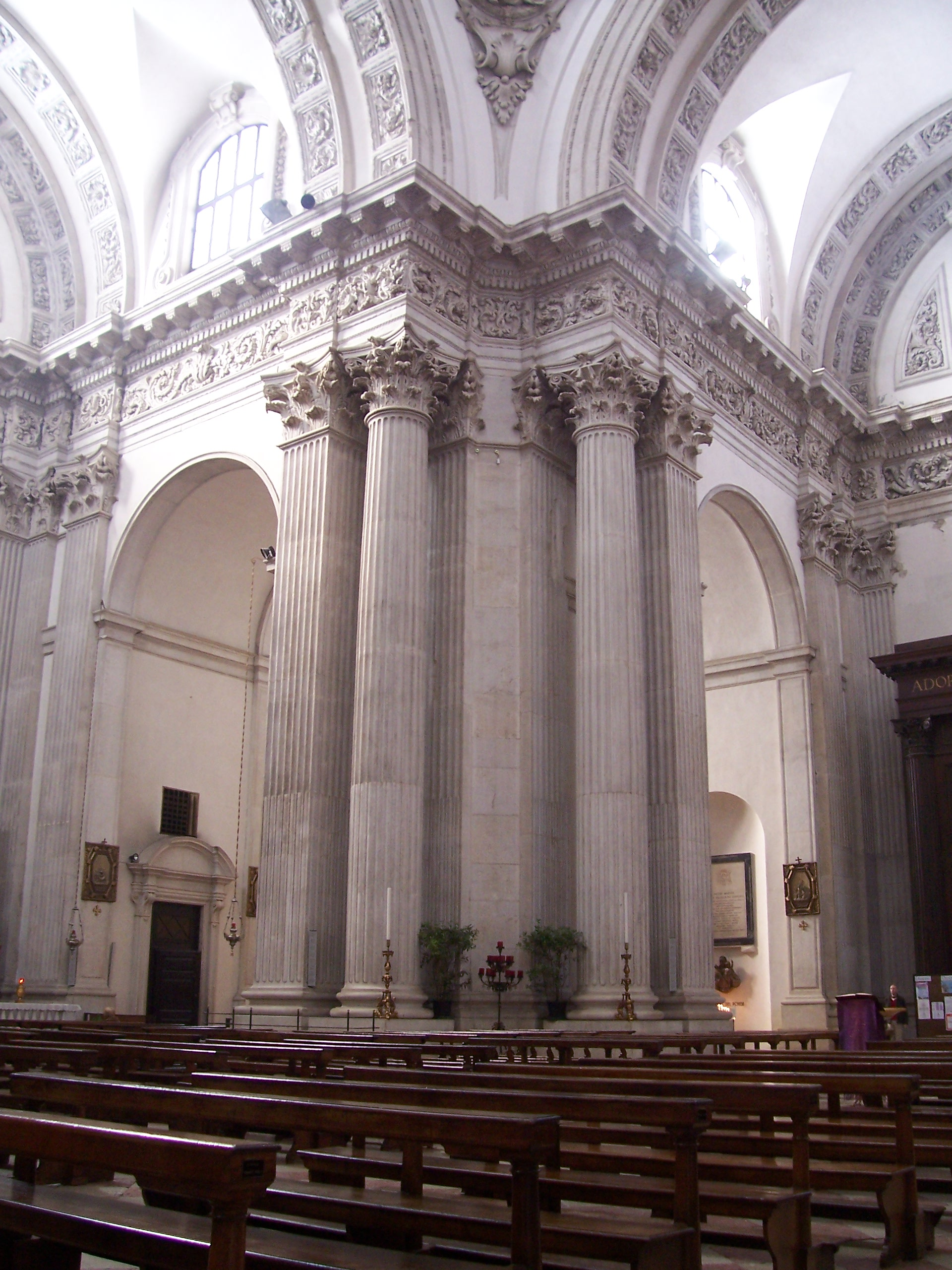
Einer der Pfeiler der Kuppel
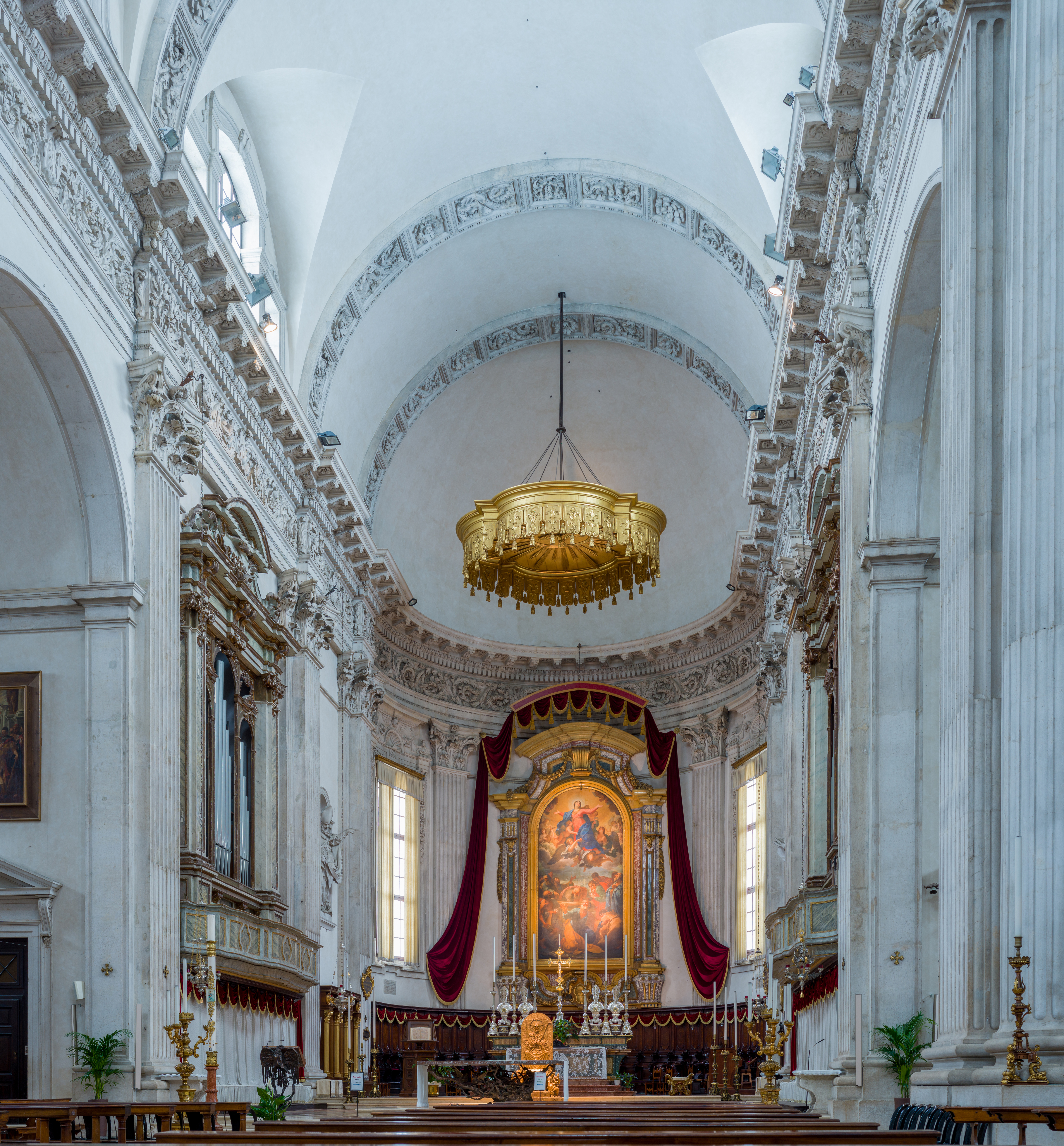
Absis
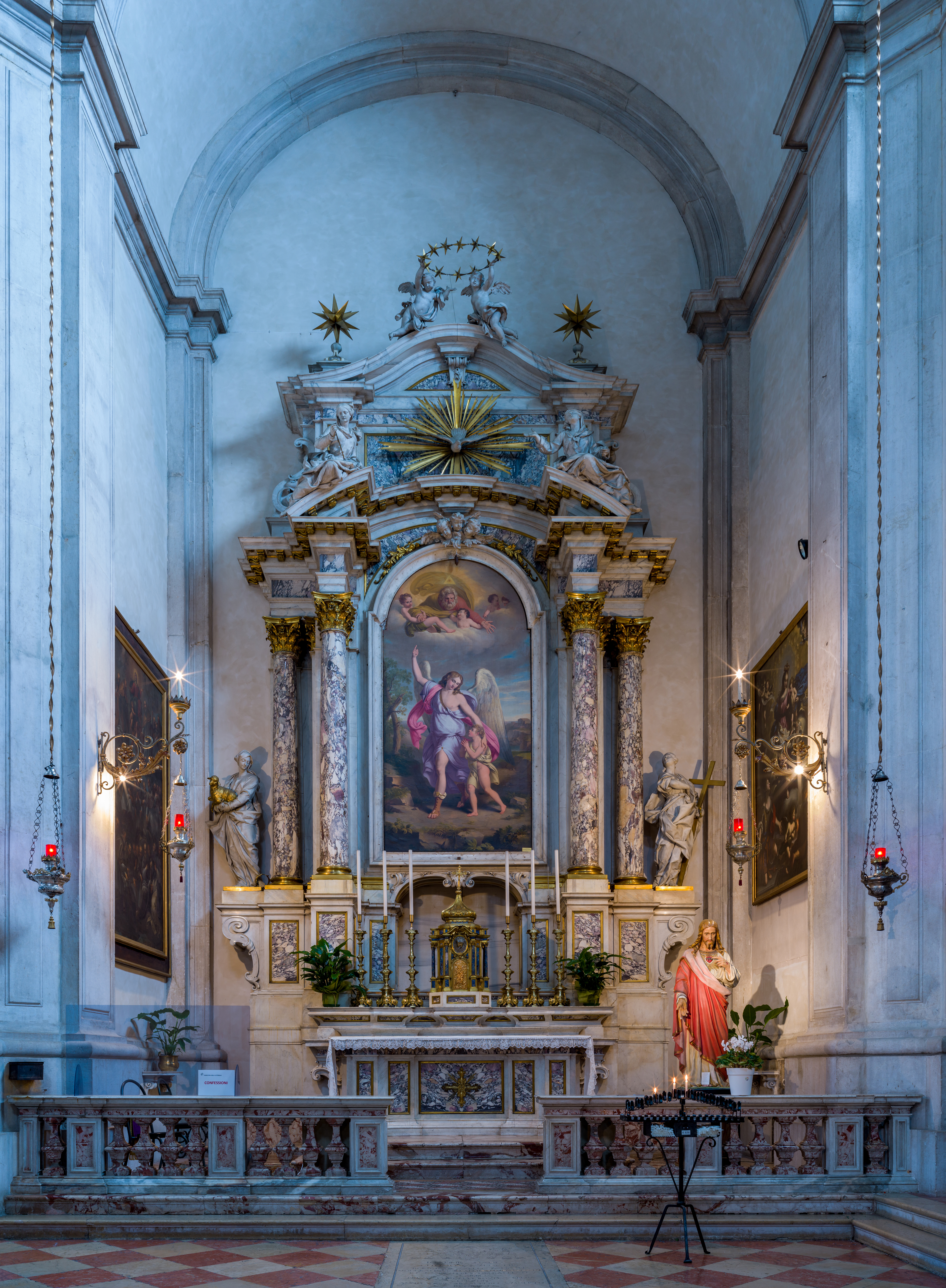
Altar am Ende des rechten Seitenschiff
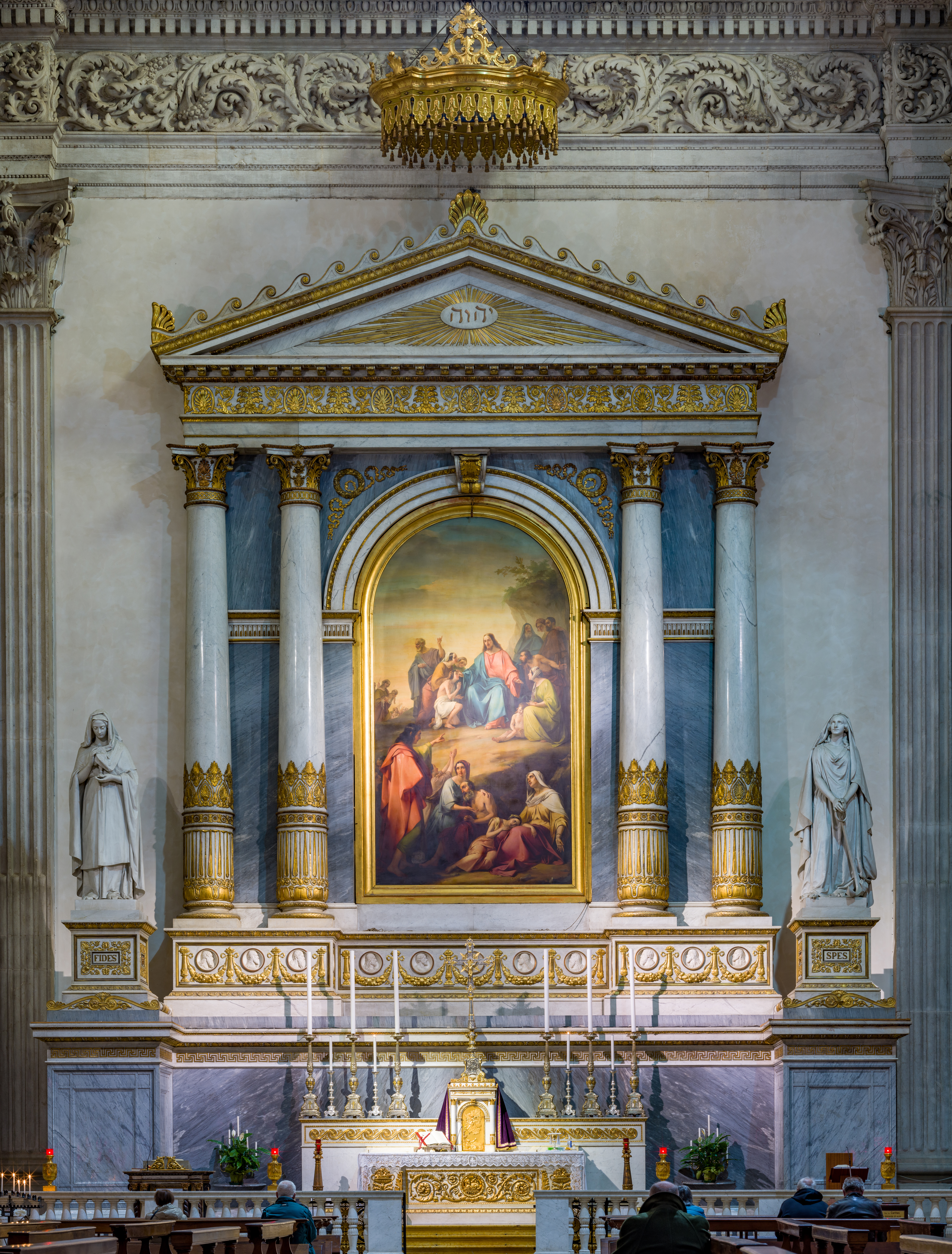
Der Vantini-Altar mit dem „Opfer Isaaks“ von Moretto
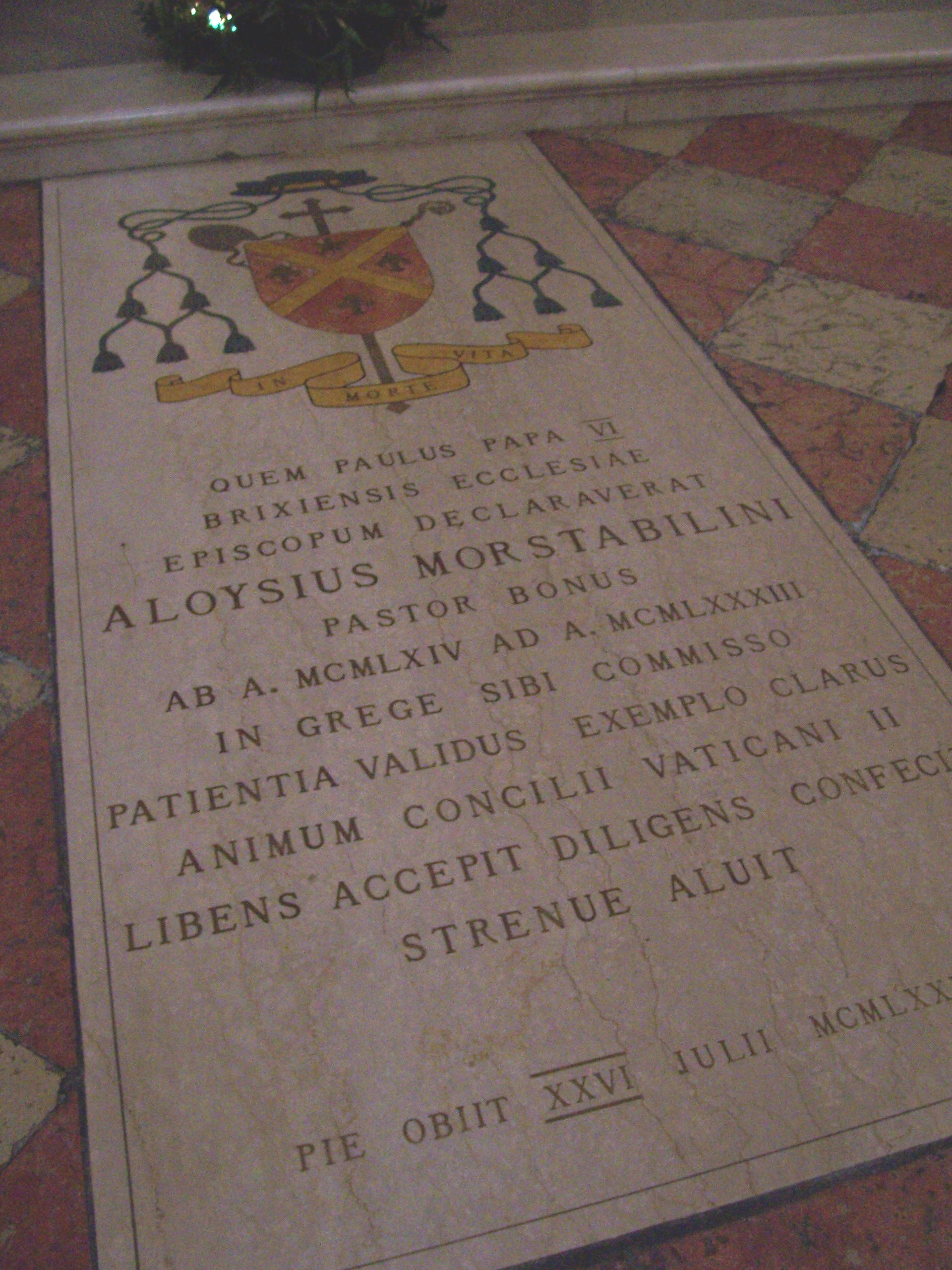
Grabstein von Bischof Luigi Morstabilini
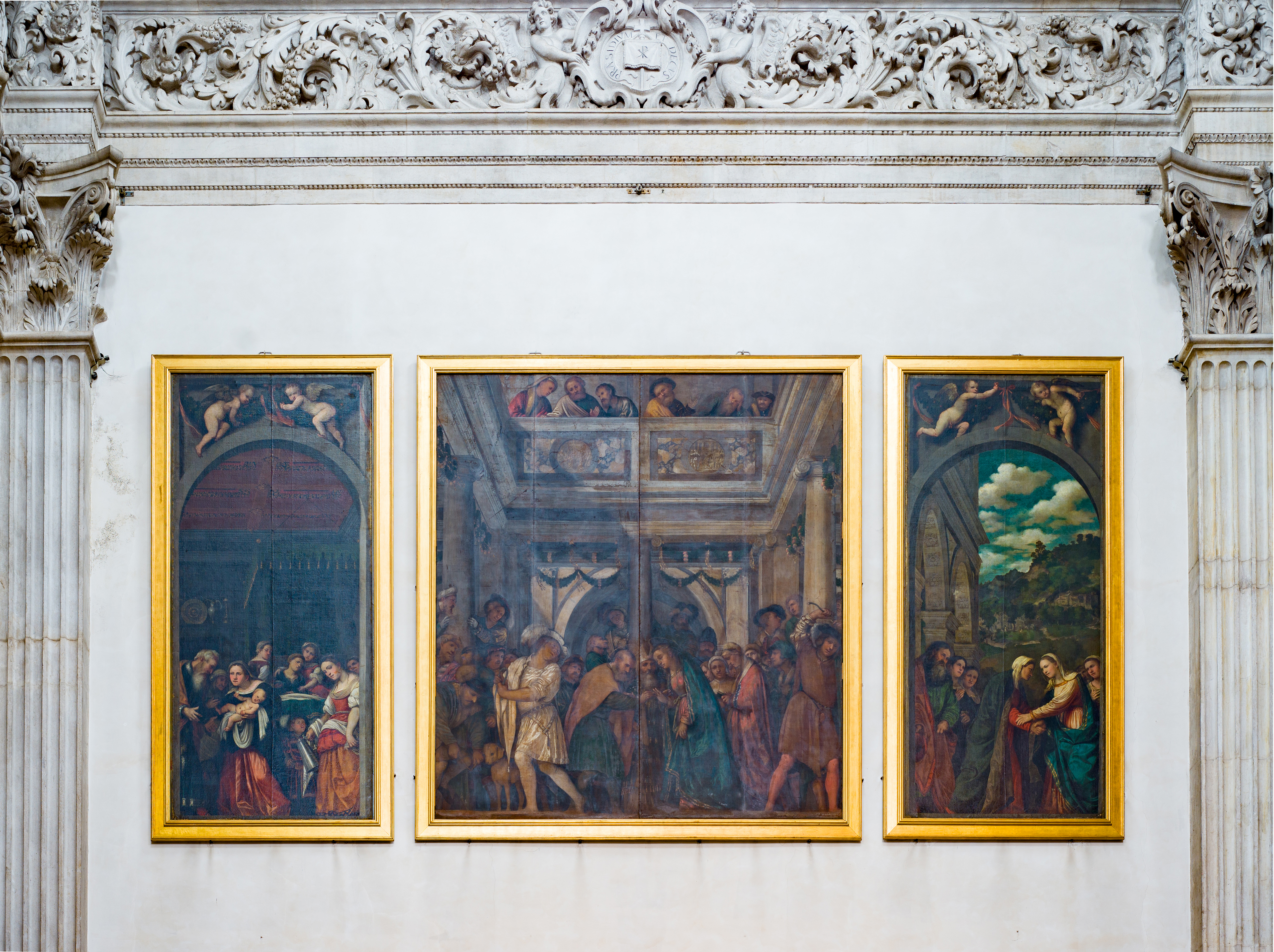
Orgeltüren von Romaninos mit Geburt, Vermählung und Heimsuchung der Jungfrau Maria.
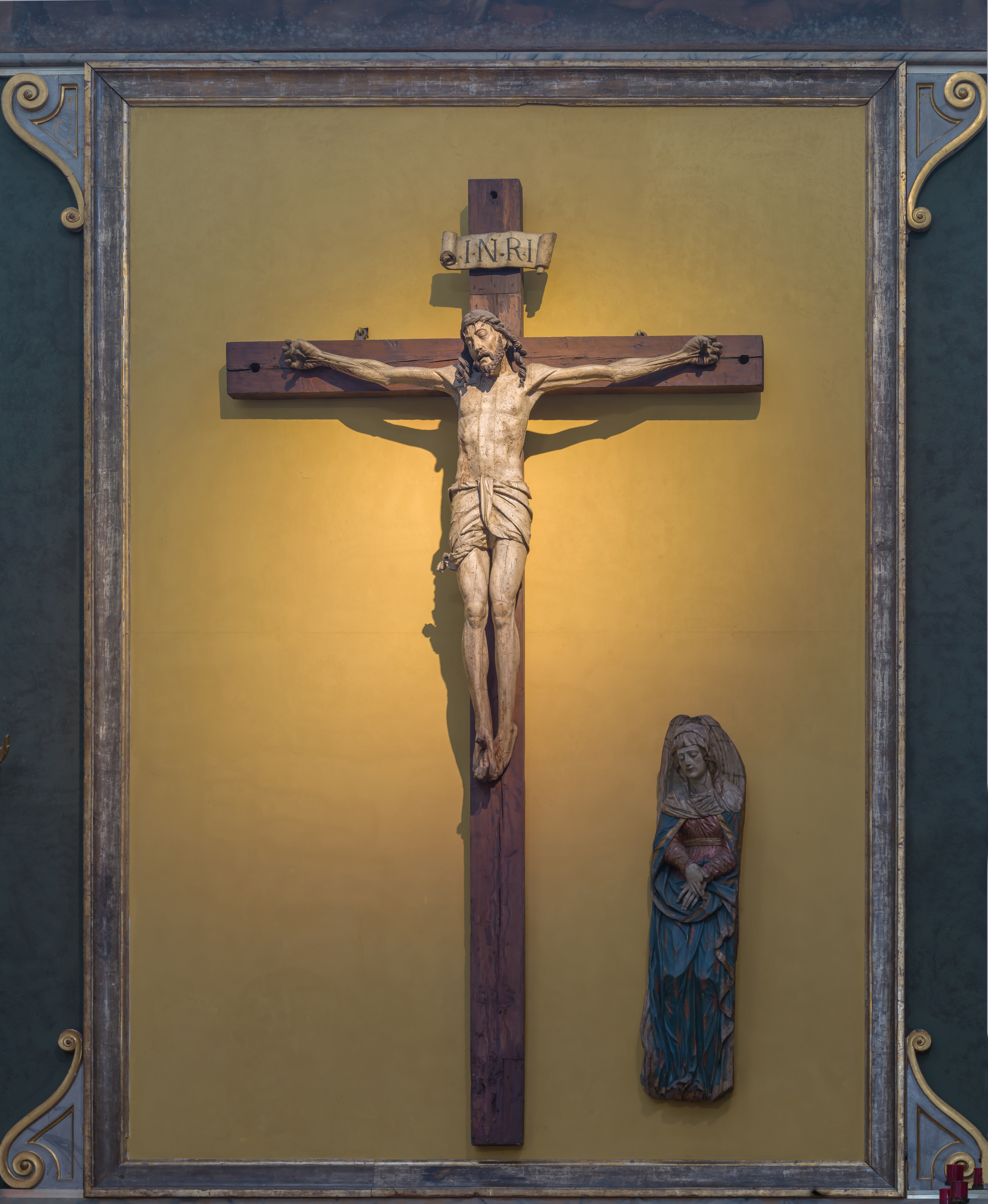
Kreuzigung von Francesco Giolfino
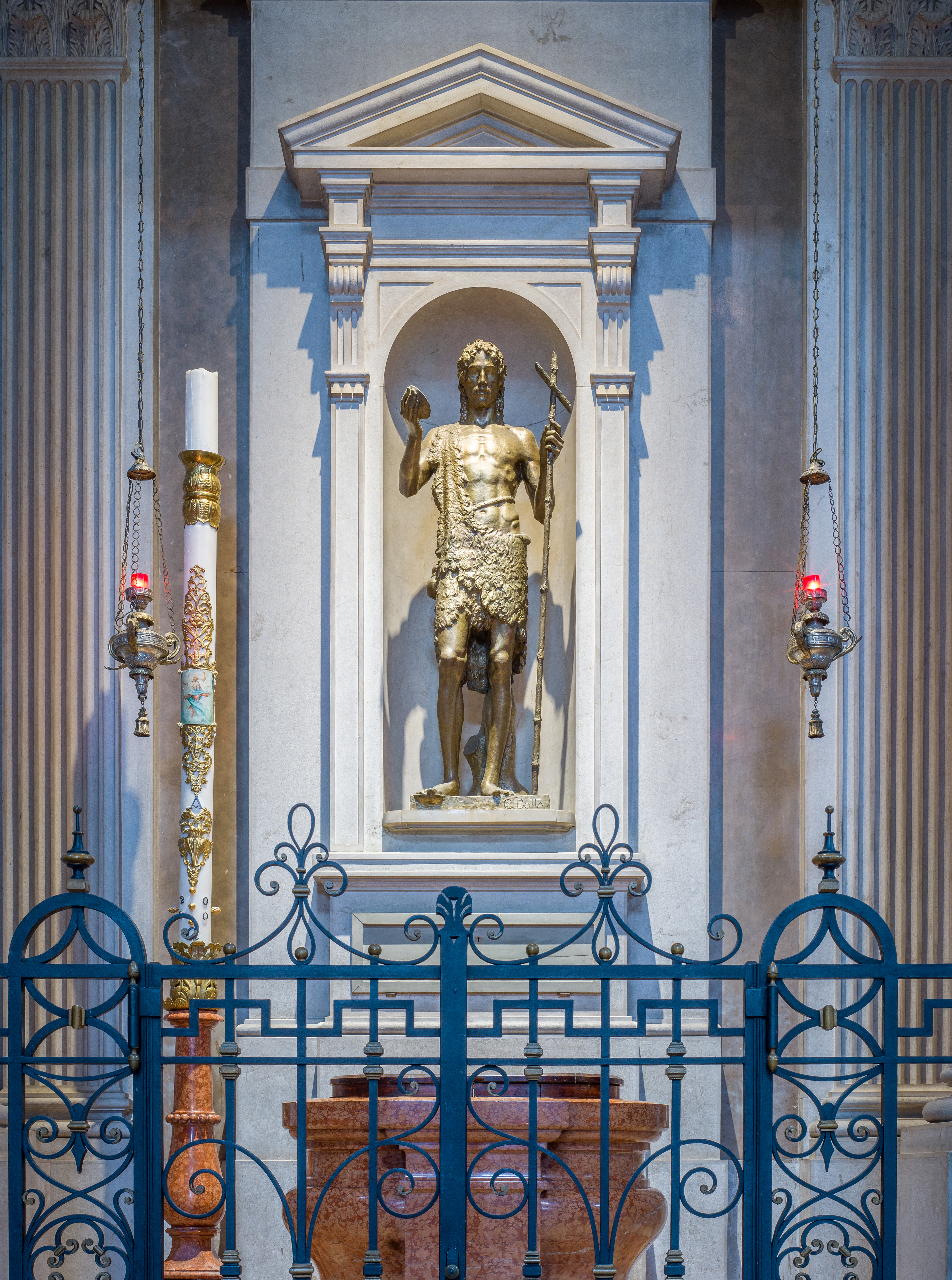
Statue des Heiligen Johannes des Täufers
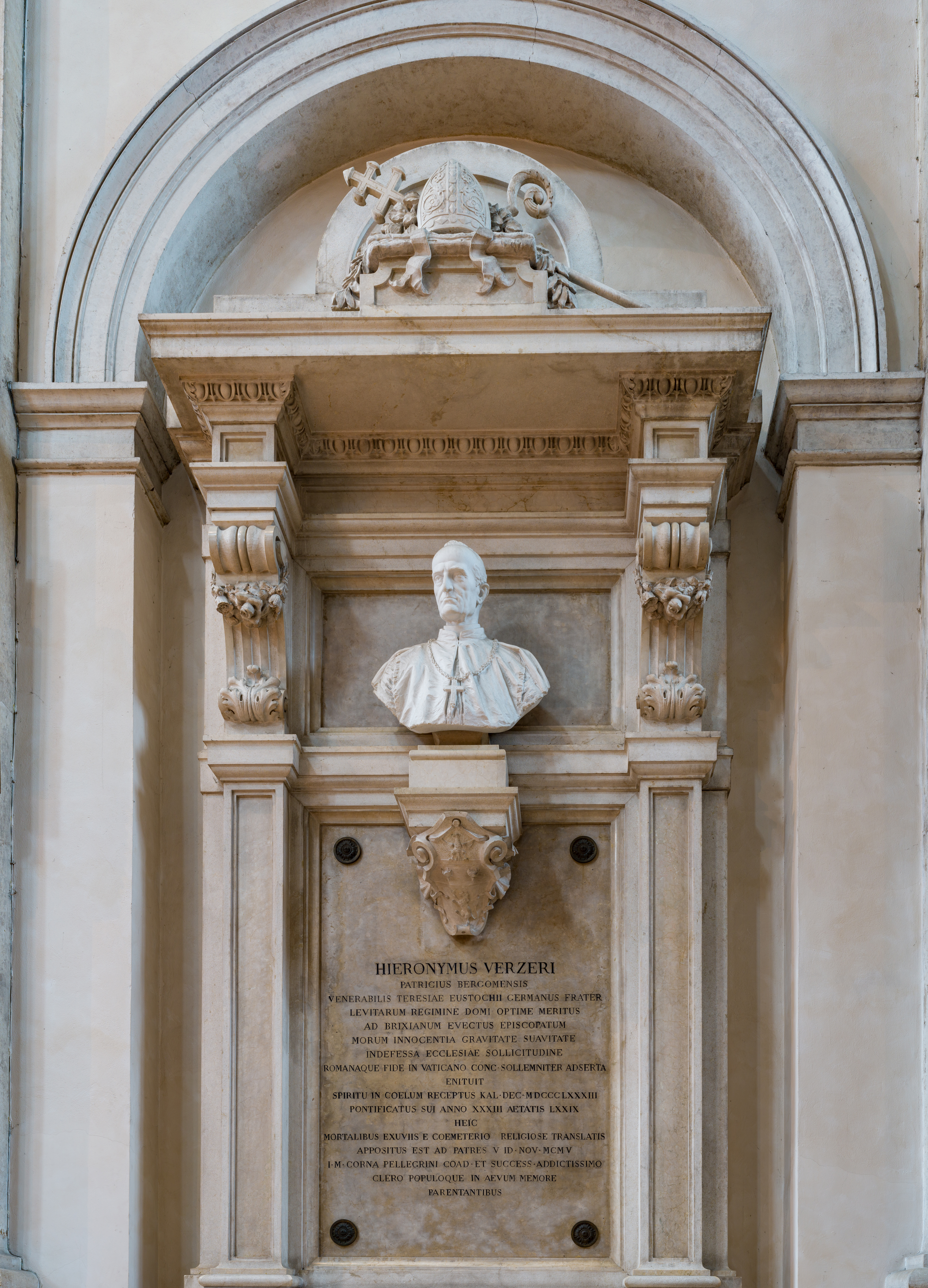
Grabdenkmal für Girolamo Verzeri
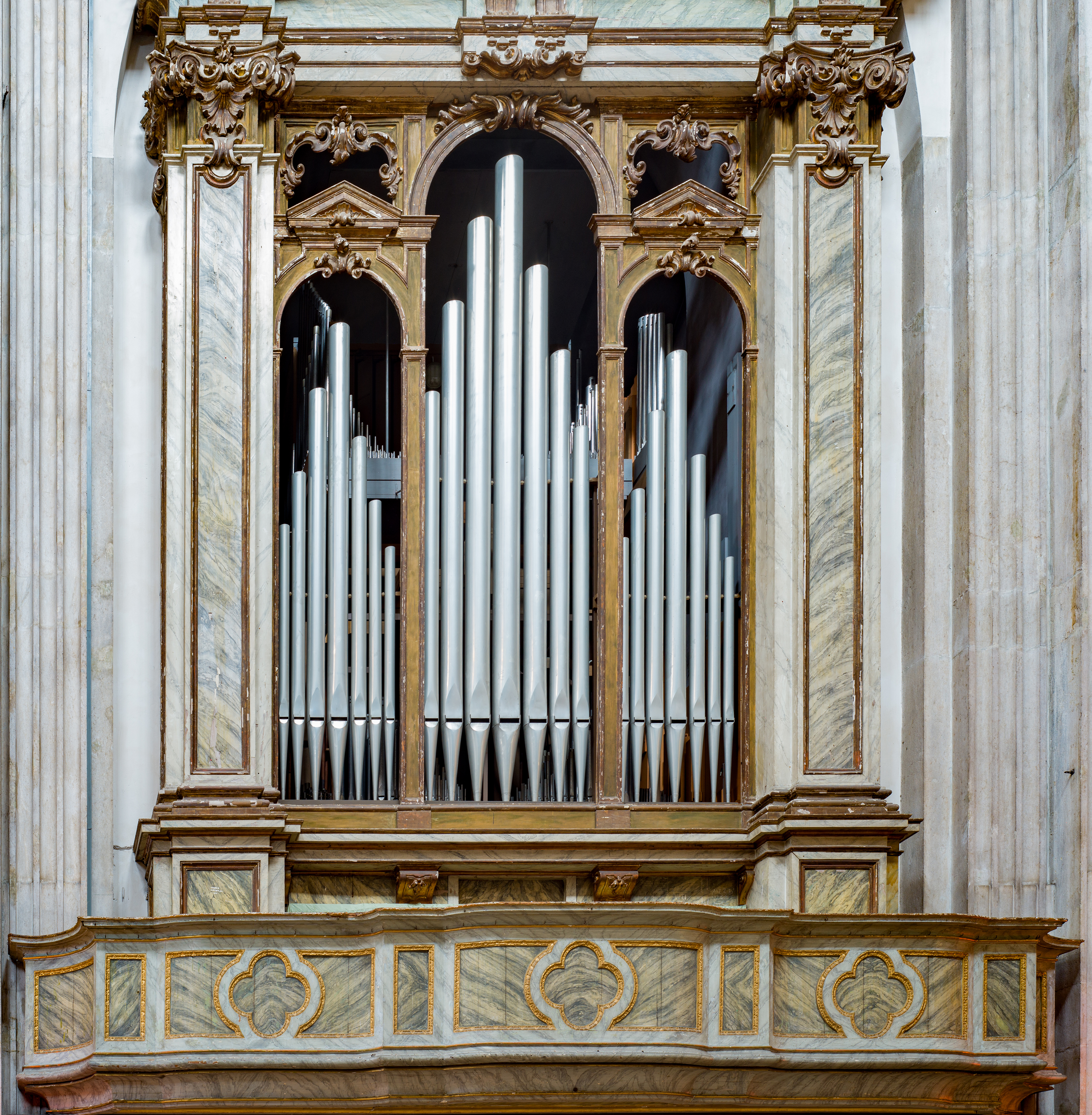
Orgel auf der linken Seite